# Gössitz
Gössitz település Németországban, azon belül Türingiában. Lakosainak száma 288 fő (2023. december 31.).

## Népesség
A település népességének változása:
| Lakosok száma | 304  | 301  | 298  | 296  | 288  |
|               | 2017 | 2019 | 2021 | 2022 | 2023 |